# Parker Poseyová
Parker Poseyová, rodným jménem Parker Christian Posey (* 8. listopadu 1968 Baltimore, Maryland, USA), je americká herečka. Začínala v televizním seriálu As the World Turns (1991–1992) a v roce 1993 dostala svou první filmovou roli ve filmu Dazed and Confused. Později hrála v řadě dalších seriálů i filmů, jako například Basquiat (1996), Prostě sexy (2002), Superman se vrací (2006) nebo Jarní prázdniny (2009).